# Androcharta obsolescens
Androcharta obsolescens är en fjärilsart som beskrevs av Max Wilhelm Karl Draudt 1915. Androcharta obsolescens ingår i släktet Androcharta och familjen björnspinnare. Inga underarter finns listade i Catalogue of Life.